# Vreemd Volk (Meijer)
Vreemd Volk is een non-fictief boek geschreven door Fik Meijer. Het is eigenlijk een verhalend boek dat hedendaagse politieke problematiek koppelt aan het verleden.

## De auteur
Fik Meijer is een Nederlands historicus. Hij is hoogleraar oude geschiedenis met een specialisatie in de maritieme geschiedenis; voorts is hij vertaler en schrijver van geschiedkundige werken.

## De inhoud
Het laat zien dat fenomenen uit het heden al eerder voorkwamen gedurende de wereldgeschiedenis. Vooral integratie en discriminatie in de Griekse en Romeinse wereld worden besproken, maar ook overeenkomstige termen zoals xenofobie. 
Het boek begint bij de Griekse oudheid en eindigt met de Romeinse oudheid. De Grieken werden later zelf door de Romeinen overwonnen, dit wordt ook apart besproken. De Romeinen kwamen tevens in aanraking met de sterk groeiende monotheïstische godsdienst het christendom. Over beide volken wordt besproken hoe ze met burgers, buitenstaanders en slaven omgingen. Hierbij wordt er wel onderscheid gemaakt tussen de diverse overwonnen volkeren en tussen polytheïstische godsdiensten. De achtergrond  van en redenering achter al deze normen en waarden worden toegelicht. 
De schrijver maakt voor deze vertellingen gebruik van vertalingen van diverse originele teksten uit de oudheid. Deze worden kritisch bekeken op neutraliteit, in het totale plaatje gepast en eventueel toegelicht door afbeeldingen. Op deze manier wordt het beleid van de Grieken en Romeinen van zowel kant van de autochtonen bekeken als van de allochtonen.